# Bull Buchanan
Barry Buchanan, meglio conosciuto come Bull Buchanan (Bowdon, 15 gennaio 1968), è un ex wrestler statunitense.

## Nel wrestling

### Mosse finali
- Diving leg drop
- Scissors kick

## Titoli e riconoscimenti
- All Japan Pro Wrestling
  - All Asia Tag Team Championship (1) – con Rico Constantino
- Georgia Championship Wrestling/Great Championship Wrestling
  - GCW Heavyweight Championship (2)
  - GCW Tag Team Championship (4) – con A.J. Steele (1), David Young (1), Johnny Swinger (1) e Scotty Beach (1)
- Global Championship Wrestling
  - GCW Heavyweight Championship (1)
- Music City Wrestling
  - MCW North American Heavyweight Championship (1)
- Ohio Valley Wrestling
  - OVW Southern Tag Team Championship (1) – con Mr. Black
- Pro Wrestling America
  - PWA Heavyweight Championship (2)
- Pro Wrestling Illustrated
  - 81º tra i 500 migliori wrestler singoli nella PWI 500 (2001)
- Pro Wrestling Noah
  - GHC Tag Team Championship (1) - con D'Lo Brown
  - Global Tag League Technique Prize (2008, 2009) - con D'Lo Brown
- Rampage Pro Wrestling
  - RPW Heavyweight Championship (1)
- United States Wrestling Association
  - USWA World Tag Team Championship (3) – con The Interrogator
- Universal Independent Wrestling
  - UIW Heavyweight Championship (1)
- World Wrestling Federation
  - WWF Tag Team Championship (1) - con The Godfather
- Southern Extreme Championship Wrestling
  - SECW Heavyweight Championship (2)